# AC4
AC4 – szwedzki zespół grający hardcore punk. 
Członkowie zespołu AC4 udzielali się wcześniej w innych zespołach aktywnych na szwedzkiej scenie niezależnej: Step Forward (Lyxzén i Nordén), Afro Jetz (Lyxzén i Nordén), The Vectors (Backman i Nordén), Regulations (Nordén), DS-13 (Röstlund Jonsson), Final Exit (Lyxzén, Nordén i Sandström). Zespół utworzył Dennis Lyxzén zaraz po rozpadzie zespołu Refused i The (International) Noise Conspiracy, w którym był wokalistą.

## Dyskografia

### Albumy
- AC4 (Ny Våg 2009)[5][6],  (Deranged 2010)[7], (Shock Entertainment 2011)
- Burn The World (Deathwish Inc. / Ny Våg 2013)[8]

### EP
- Umeå Hardcore EP (P.Trash 2010)[9][10]
- Split EP w/ SSA (Aniseed 2010)